# Elisabeth Thommen
Elisabeth Thommen (* 10. April 1888 in Waldenburg BL; † 24. Juni 1960 in Zürich) war eine Schweizer Journalistin, Schriftstellerin und Feministin.

## Leben
Elisabeth Thommen war die Tochter des Unternehmers Hermann Thommen und der Anna Tanner. 1909 liess sie sich zur Kindergärtnerin ausbilden. Es folgten autodidaktische Weiterbildungen zur Journalistin und Schriftstellerin. Während 25 Jahren redigierte sie den Schweizer Kindergarten.
Thommen veröffentlichte Beiträge im «Schweizerischen Frauenkalender», der von Clara Büttiker herausgegeben wurde. Ab 1914 war Thommen Redaktorin des Landschäftlers und von 1919 bis 1921 Redaktorin des Schweizer Frauenblatts. Sie spezialisierte sich auf die rechtliche und politische Gleichstellung der Frau mit dem Mann. 1928 war sie Redaktorin der SAFFA-Zeitung, danach Herausgeberin von Bänden des Jahrbuchs der Schweizerfrauen.  Ab 1919 redigierte sie fast 20 Jahre die Frauenbeilage der Basler National-Zeitung. Parallel veröffentlichte Thommen auch Gedichte und Erzählungen.
Von 1933 bis 1953 war Thommen ständige Mitarbeiterin bei Radio Beromünster, wo sie besonders Frauen- und Kindersendungen (Die Stunde für die Frau) gestaltete und Hörspiele und Hörfolgen schrieb. Thommen verfasste u. a. auch Mundartdichtung.
In den 1940er Jahren gründete sie die Hilfsaktion für arme Frauen und Familien Von Frau zu Frau und wurde dadurch zu einer der bekanntesten Schweizerinnen. Sie gehörte zudem als Ehrenmitglied dem Vorstand des Zürcher Stimmrechtsvereins an und wirkte 1934 am Aufbau der Arbeitsgemeinschaft Frau und Demokratie mit.
Thommen war 1912 in erster Ehe mit Albert Wirth aus Liestal und in zweiter Ehe 1921 mit Jakob Bührer verheiratet. Die Gosteli-Stiftung in Worblaufen beherbergt eine biografische Sammlung über sie.

## Schriften
- Kurzer Querschnitt durch die Entwicklung der Schweizerischen Frauenbewegung. In: Die Frau in der Schweiz, 1931, S. 28–32.
- Von der Tätigkeit der Schweizerfrauen in den Jahren 1931/32. In: Die Frau in der Schweiz, 1932, S. 9–14.
- Vom gegenwärtigen Stand der deutschen Frauenbewegung. In: Die Frau in der Schweiz, 1932, S. 62–67.
- Eine Umfrage bei schweizerischen Schriftstellerinnen. In: Die Frau in der Schweiz, 1934, S. 7–13.

## Ehrungen
2023 entschied der Stadtrat der Stadt Zürich, dass die bereits bestehende Elisabethenstrasse in Zürich Elisabeth Thommen als historische Persönlichkeit gewidmet wird.